# Manoëlle Gaillard
Pour les articles homonymes, voir Gaillard.
Manoëlle Gaillard est une actrice française, née à Vesoul le 14 septembre 1959.

## Biographie
Manoëlle Gaillard est née le 14 septembre 1959 à Vesoul, où ses parents et sa sœur étaient commerçants en robes de mariées. Son père René Gaillard est aussi détenteur du record cycliste mondial de l'heure en catégorie 90-94 ans, obtenu en 2017 sur le Vélodrome de Saint-Quentin-en-Yvelines,. En juin 2025, à l'âge de 98 ans il pratique toujours le vélo et est considéré comme le doyen mondial du cyclisme. En 1973 elle a 14 ans, quand sa maman l'inscrit à un cour d'art dramatique, son professeur et son épouse ont été ses mentors, ils ont eu un coup de cœur envers l'adolescente qu'ils emmenaient au cinéma voir les films avec l'actrice suédoise Ingrid Bergman. Par la suite, elle participe à différents stages et ateliers de théâtre, dont un avec le metteur en scène Robert Fortune.
Au Théâtre, Manoëlle Gaillard a joué dans des pièces emmenées par Claude Brasseur (dans Mon père avait raison), Christian Clavier (dans La Cage aux folles) et Michel Leeb (dans Amitiés Sincères). En 2016, elle obtient un second rôle sur grand écran dans le film Un homme à la hauteur auprès de Jean Dujardin et Virginie Efira.

## Filmographie

### Cinéma

#### Courts métrages
- 1994 : L'amour amer d'Olivier Florentin
- 1997 : Out ! de Francis Duquet
- 1997 : C'est le pays joyeux des enfants heureux de Marie Roversi
- 1997 : Dans le meilleur des mondes de Frédéric Sauzet
- 1998 : Les douceurs de Lola Gans
- 1999 : Au bain... Mari ! de Pascal Graffin
- 2000 : Cyrano de Vincent Lindon
- 2016 : Mise à nu de Guillaume Dallaporta
- 2017 : Auguste d'Olivia Baum

#### Longs métrages
- 1992 : L'Homme de ma vie de Jean-Charles Tacchella
- 2001 : Comment j'ai tué mon père d'Anne Fontaine : la mère d'Isa
- 2007 : La mémoire de l'eau de Bernard Murat
- 2012 : Mohamed Dubois d'Ernesto Oña : Catherine Dubois
- 2016 : Un homme à la hauteur de Laurent Tirard : Nicole
- 2018 : Andy de Julien Weill : Viviane
- 2021 : Tout s'est bien passé de François Ozon : la galeriste
- 2023 : Neuilly-Poissy de Grégory Boutboul : Martine
- 2026 : Tout va super de Patrick Cassir

### Télévision

#### Téléfilms
- 1994 : Une nounou pas comme les autres d'Éric Civanyan : Isabelle
- 1995 : Une nana pas comme les autres d'Éric Civanyan : la secrétaire d'Antoine Delile
- 1997 : D'amour et d'eau salée de Edwin Baily : la vendeuse
- 1997 : Souhaitez-moi bonne chance de Jérôme Boivin : Véronique
- 1999 : Parents à mi-temps : Chassés-croisés de Caroline Huppert
- 2000 : Salut la vie de Daniel Janneau : Julie
- 2000 : Victoire ou la Douleur des femmes de Nadine Trintignant : la secrétaire de l'hôpital d'Evreux
- 2001 : Pas d'histoires! d'Yves Angelo, Yamina Benguigui et Paul Boujenah : la mère
- 2002 : La soupière de Philippe Marouani : Hélène Dubard
- 2003 : Virus au Paradis de Olivier Langlois : la femme du ministre de la Santé
- 2003 : Mon fils, cet inconnu de Caroline Huppert
- 2004 : Péril imminent d'Arnaud Sélignac
- 2008 : L'Ex de ma fille de Christiane Spiero : Gladys
- 2008 : Entre deux eaux de Michaëla Watteaux : Docteur Larieux
- 2008 : De sang et d'encre de Charlotte Brändström : Viviane Boisrond
- 2008 : Mon père avait raison de Bernard Murat et Emmanuel Murat : Germaine Bellanger
- 2011 : La cage aux folles de Dominique Thiel : Simone
- 2015 : Merci pour tout, Charles d'Ernesto Oña
- 2016 : Péril blanc (Meurtres en Savoie) d'Alain Berliner : Renée
- 2020 : Avis de tempête de Bruno Garcia : Édith Kermadec
- 2021 : On n’efface pas les souvenirs d'Adeline Darraux : Béatrice
- 2023 : collection Meurtres...  dans le Cantal de Sandrine Cohen : Suzanne
- 2023 : Noël… et plus si affinités de Gilles Paquet-Brenner : Solange
- 2025 : collection Meurtres... à Chartres de Sandrine Cohen : Anne-Marie

#### Séries et feuilletons
- 1983 : Dickie-roi série de Serge Leroy
- 1984 : La Vie des autres « Chimères » d'Alain Quercy
- 1986/1987 : Demain l'amour d'Emmanuel Fonlladosa : Marie-Thérèse Anselmi
- 1988 : Allô, tu m'aimes ? de Pierre Goutas
- 1988 : Marc et Sophie de Bruno Gantillon de Stéphane Barbier et Guy Gingembre : la mère de Charlie (saison 1, épisode 41)
- 1988 : Charmes de Bruno Gantillon
- 1988 : Jour de Chance de Dominique Juliani
- 1989 : La vie Nathalie de Pierre Goutas
- 1989 : Intrigues de Didier Carteron
- 1989 : Sentiments : Mme Comolli
- 1990 : Sondage de Nina Barbier
- 1990 : Tribunal de Gérard Espinasse
- 1991-1992 : Les Week-ends de Léo et Léa de P. Gautier : Léa
- 1994 : Les aventures des intrépides de Bernard Dubois
- 1994 : Fantasmes : la dame dans le train
- 1995 : Un homme à domicile de Jacques Samyn : Élisabeth
- 1995 : Une famille formidable « De pères en fils » et « Nicolas s'en va-t-en guerre » Joël Santoni
- 1996 : Thirty Five de Jérôme Boivin
- 1996 : Red shoes Diaries de Rafael Eisemann
- 1997 : Sous le soleil « Taire ou ne pas taire ? » : Cécile
- 1997 : Viens jouer dans la cour des grands de Caroline Huppert
- 1997 : Vérité oblige « Ma fille... cette inconnue » de Claude-Michel Rome : Louise Landowsky
- 1998 : Anne Le Guen « L'excursion » de Daniel Janneau : Corinne Berthomier
- 1998 : Blague à part de Frédéric Berthe
- 1999 : Les Cordier, juge et flic « Faux-semblants » Paul Planchon : la femme otage
- 1999 : Julie Lescaut « L'affaire Darzac » d'Alain Wermus : Mme Darzac
- 2000 : Les plus belles années de Miguel Courtois
- 2000 : Divorce « Paris-Lille » d'Olivier Guignard
- 2000 : Sous le soleil « Les blessures du passé » de Franck Bonty : Cécile
- 2001 : Le Grand Patron « Pari sur la vie » de Claude-Michel Rome
- 2002 : La Liberté de Marie de Caroline Huppert : Évelyne Renard
- 2002 : La Crim' 5  « Jeu d'enfant » de Jean-Pierre Prévost : Mme Bouchard
- 2002 : Brigade des mineurs de Miguel Courtois
- 2002 : Le G.R.E.C. « Séquestration » d'Henri Hasbani
- 2003 : Blague à part « Avortement » de Frédéric Berthe : la journaliste
- 2004 : Navarro « La mort un dimanche » de José Pinheiro : Mme Vannier
- 2004 : Mort d'un juge de Vincenzo Marano
- 2004 : Léa Parker « Haute tension » de Jean-Pierre Prévost : Olga
- 2005 : Commissaire Moulin  « Le profil du tueur » de José Pinheiro : Mme le proviseur
- 2006 : RIS police scientifique « Cœur à vif » de Klaus Biedermann : Agnès Vernon
- 2006 : Sœur Thérèse.com  « Tombé du ciel » de Vincenzo Marano : Viviane Guillet
- 2007 : Le gendre idéal de Christiane Spiero
- 2007 : Duval et Moretti de Denis Amar
- 2007 : Avocats et Associés « Le débauché » de Bruno Garcia : Thérèse Schreiber
- 2007 : Paris, enquêtes criminelles « Rédemption » de Jean-Philippe Teddy : Murielle Dubec
- 2008-2009 : Seconde Chance : Catherine Perret
- 2009 : Profilage « Le fils prodigue » d'Eric summer : Geneviève Fournier
- 2012 : Une idée de ton père de Benjamin Euvrard
- 2012 : Plus belle la vie : Hélène Garcia, la gouvernante de Lydie de la Perthuis
- 2013 : Camping Paradis « Mon meilleur ami » de François Guérin : Josiane
- 2013 : Mes amis, mes amours, mes emmerdes de Christophe Douchand : Ève
- 2014 : Commissaire Magellan « Régime mortel » d'Emmanuel Rigaut : Maguy Crozade
- 2018 : Un si grand soleil : Catherine Marty
- 2019 : La Stagiaire « Impartiale » de Denis Thybaud : Géraldine Beynac (saison 4, épisode 1)
- 2021 : Je te promets, d'Arnaud Sélignac
- 2021 : Tropiques criminels, de Denis Thybaud : la mère de Gaëlle (saison 2, épisode 2 et 3)
- 2021 : Comme des gosses de Gaël Leforestier : Nadine
- 2022 : Alexandra Ehle de Nicolas Guicheteau, François Basset : Mary-Ann Flores
- 2023 : Tandem  d'Astrid Veillon : Hélène Chassagne
- 2024 : Commandant Saint-Barth de Denis Thybaud : Madame de Nigelle (saison 1, épisode 4)
- 2024 : Joseph de Lucien Jean-Baptiste : Magdaléna Catelli (saison 1, épisode 2)
- 2025 : Nouveau jour : Joey Marchand (saison 1)
- 2025 : Tropiques criminels, de Denis Thybaud : la mère de Gaëlle (saison 7, un ou plusieurs épisodes à venir)

### Publicités
Manoëlle Gaillard a joué dans une cinquantaine de films publicitaires pour les marques ou organismes ;  Alain Afflelou, Carrefour,  Avis, Bonux, Caisse nationale des barreaux français, calgonit, Crédit lyonnais, Damart, le groupe Danone (et le produit Jockey de Danone), Dunlopillo, Emmental, France Télécom, Freedent, Frog, Gaz de France, Keno, Française des jeux, Lidl, Lipton, Maggi, Mercedes-Benz, Mutuel Assurance maladie, Nutella, Peugeot, Pierre & Vacances, Pompes funèbres, Quality Street, Renault, Rhône-Poulenc, Rivoire et Carret, Skip, Soupline, Vichy Célestins, Yoplait, Volkswagen, les parfums Angéline, la bière Stiegl et pour une campagne de la sécurité routière,. 
Voici quelques exemples ;
- 1993 : Le deuil pour PFG
- 1994 : Sandra pour Dunlopillo
- 2015 : Raisonnable, moi ? jamais pour Damart
- 2015 : Vieux jeu, moi ? jamais pour Damart
- 2015 : Blassée, moi ? jamais pour Damart
- 2016 : Heureux ensemble pour Pierre & Vacances[10]

## Théâtre
- 1976 : Gens qui pleurent, gens qui rient. MES Robert Fortune. Théâtre Jean Vilar. Suresnes
- 1977 : Mademoiselle Julie. MES Robert Fortune. Théâtre Jean Vilar. Suresnes
- 1979 : Lucrèce Borgia. MES Roger Hanin. Festival de Pau
- 1980 : Les Caprices de Marianne. MES Robert Fortune. Théâtre Jean Vilar. Suresnes
- 1981 : Fragments d'un discours amoureux. MES G. Robin. Festival d'Avignon In
- 1983 : Potiche. MES Pierre Mondy. Tournée
- 1984 : Le Vison voyageur MES Jacques Sereys. Tournée. Théâtre des Nouveautés
- 1986-1987 : Les Mousquetaires au couvent MES Robert Fortune. Angers-Nantes Opéra
- 1990 : Les Mousquetaires au couvent  MES Robert Fortune. Maison de La Culture de Saint-Étienne.
- 1990-1991 : Les fourberies de Scapin . MES Jean-Pierre Vincent. Théâtre Nanterre-Amandiers. Théâtre Mogador. Tournée
- 1993 et 1995 : Mireille MES Robert Fortune. Opéra-Comique
- 1999-2000 : Face à face MES Francis Joffo. Théâtre du Palais Royal et Tournée
- 2001-2002 : La Soupière MES Francis Joffo. Tournée et Théâtre Comédia
- 2002 : Panique au Plazza MES Pierre Mondy. Tournée
- 2004/2005 : Le Charlatan. MES Francis Joffo. Tournée ; Théâtre du Palais Royal
- 2006 : Amitiés Sincères MES Bernard Murat. Tournée
- 2007 :  La Mémoire de L'Eau MES Bernard Murat. Petit Théâtre de Paris
- 2007-2008 : Mon père avait raison MES Bernard Murat. Théâtre Edouard VII
- 2009 : Mon père avait raison MES Bernard Murat. Tournée Pascal Legros
- 2009/2010/2011 : La Cage aux Folles MES Didier Caron. Théâtre de la Porte-Saint-Martin
- 2012-2013/2014 : Un Drôle de Père MES Jean-Luc Moreau. Théâtre Montparnasse. Tournée Théâtre Actuel
- 2017 : Bankable MES Daniel Colas. Théâtre Montparnasse
- 2017 : Un air de Provence MES Gérard Moulévrier. Théâtre Tête d'or. Lyon
- 2019 : Mariage et Châtiment, de David Pharao MES David Pharao Tournée  Théâtre Tête d'or Lyon
- 2020 : Quelle famille. MES Xavier Viton

## Doublage

### Cinéma

#### Films
- 2000 : Intuitions : Annabelle « Annie » Wilson (Cate Blanchett)
- 2001 : Trop, c'est trop ! : Valdine Wingfield (Sally Field)
- 2001 : Sous le silence : Penny Hunter (Chelsea Field)
- 2002 : Sex fans des sixties : Suzette (Goldie Hawn)
- 2002 : Nicholas Nickleby : Mrs Nickleby (Stella Gonet)
- 2004 : Mar adentro : Julia (Belén Rueda)
- 2006 : Par effraction : Rosemary (Juliet Stevenson)
- 2012 : Sous surveillance : La femme de Floride (Susan Hogan)

#### Films d'animation
- 1998 : Les Razmoket, le film : Charlotte Cornichon
- 2000 : Les Razmoket à Paris, le film : Charlotte Cornichon
- 2004 : Le Château ambulant : Mme Suliman
- 2004 : Ghost in the Shell 2: Innocence : Haraway
- 2007 : Tous à l'Ouest : Une aventure de Lucky Luke : voix additionnelle

### Télévision

#### Téléfilm
- 2011 : 9 mois et un coussin : Elvira (Christiane Krüger)

#### Séries télévisées
- 1986-1991 : Dallas : Teresa (Roseanna Christiansen) (41 épisodes)
- 1987 : Les Feux de l'amour : Jill Abbott Fenmore (1re voix) (Jess Walton)
- 1987 : Nicky Larson : Ava (3 épisodes) et Denai (2 épisodes)
- 1989-1991 : Dallas : Vanessa Beaumont (Gayle Hunnicutt) (13 épisodes)
- 1995 : Le Drew Carey Show : Angie (Sandra Thigpen) (saison 1, épisode 5)
- 1996-2007 : Sept à la maison : Greta (Kimberly Scott) (3 épisodes)
- 1999 / 2001 : New York Police Blues : Linda Krause (Linda Carlson) (saison 6, épisode 10 et saison 8, épisode 5)
- 2002-2005 : Duo de maîtres : Anita Kilian (Cleo Kretschmer)
- 2003-2004 : Moi et ma belle-famille : Sandy Kelly (Nancy Lenehan)
- Mary Page Keller dans :
  - JAG (2002-2003) : le commandant Beth O'Neil (3 épisodes)
  - Nip/Tuck (2004-2005) : Andrea Hall (3 épisodes)
  - NCIS : Los Angeles (2011) : Angela Tuly (1 épisode)
  - Perception (2012) : Juge Trent (1 épisode)
- 2004 : Rubí : Refugio Ochoa (Ana Martín) (72 épisodes)
- 2008 : Les Enquêtes de Murdoch : Sarah Connolly Forbes (Michelle Giroux)
- 2009-2015 : Glee : Joan Martin (Michael Hyatt)
- 2010 : Sons of Tucson : Une employée (Nicole Butler Junior)
- 2016 : Meurtres au paradis : Perrie Campbell (Maggie O'Neill)
- 2018 : L'Ancien Combat : Grethe (Andrea Vagn Jensen)

#### Série d'animation
- 1989-1990 : Le Livre de la jungle : Mère-louve, surnommée « Louri » (2e voix) et Sura (2e voix)

#### Publicités
Manoëlle Gaillard a participé avec sa voix aux publicités télévisuelles concernant les marques ou organismes ; Acadomia, Aldi, Always, Amplifon, Apec, BP, Burger King, Carrefour, Century 21, Club Internet, Danone, Direct Assurance, EDF, Engie, Ford, Groupama, Intermarché, Lexus, MGEN, MAAF, ManoMano, Nivea, Petit Navire, Point S, PFG, Printemps, Ubisoft, Ulys, Uni-éditions, Varilux, Vichy, Visa Business, Primevère, Lorénov, Fruit d'Or et Coté femmes.
D'autres publicités concernant le salon des véhicules de loisirs, une campagne de la sécurité routière, une campagne de la Ligue nationale contre le cancer et une campagne du comité national contre le tabagisme.

### Jeux vidéo
- 2015 : Fallout 4 : voix additionnelle
- 2016 : Dishonored 2 : voix additionnelle
- 2019 : Anthem : la chroniqueuse

### Publicités radiophoniques
Manoëlle Gaillard a participé avec sa voix aux publicités radiophoniques concernant les marques Aviva, Caisse d'épargne, CNAV, LCL, MMA pro,  Saint Marc, Nana et la campagne pour l'évènement de la Cop 21. 